# العدنة (إب)

تعديل مصدري - تعديل

العدنة محلة تابعة لقرية الصباحي، التابعة لعزلة البحريين بمديرية إب إحدى مديريات محافظة إب في الجمهورية اليمنية، بلغ تعداد سكانها 130 حسب تعداد اليمن لعام 2004.